# Tour de Pequín
El Tour de Pequín (oficialment: Tour of Beijing; en xinès: 环北京职业公路自行车赛) fou una cursa ciclista per etapes que es disputava pels voltants de Pequín.
La seva primera edició va tenir lloc l'octubre de 2011, com a penúltima prova de la UCI World Tour 2011. La cursa va ser fruit d'un conveni entre l'UCI i el govern de Pequín. Es va disputar del 2011 al 2014. La cursa va ser un llegat dels Jocs Olímpics de 2008 per promoure Pequín com a ciutat d'esdeveniments mundials, alhora que volia promoure el medi ambient i la vida saludable representada en el ciclisme.
El setembre de 2014 la UCI va anunciar que l'edició de 2014 seria la darrera. Tony Martin, amb dues victòries, és el ciclista amb més victòries.

## Palmarès
| Any  | Vencedor               | Segon                   | Tercer                     |
| ---- | ---------------------- | ----------------------- | -------------------------- |
| 2011 | Tony Martin (GER)      | David Millar (GBR)      | Christopher Froome (GBR)   |
| 2012 | Tony Martin (GER)      | Francesco Gavazzi (ITA) | Edvald Boasson Hagen (NOR) |
| 2013 | Beñat Intxausti (ESP)  | Daniel Martin (IRL)     | David López García (ESP)   |
| 2014 | Philippe Gilbert (BEL) | Daniel Martin (IRL)     | Esteban Chaves (COL)       |